# Дунтес-Скола
Дунтес-Скола (лат. Duntes skola) — село у Лиепупській волості Лимбазького краю. Розташоване в південній частині волості, за 1 км від волостного центру Мусткални, за 36 км від повітового центру Салацгрива і за 68 км від Риги. 
Поселення утворилося навколо колишньої школи Дунте, будівля якої була побудована в 1867 році, в даний час в неї знаходиться готель.
| Латвія | Це незавершена стаття з географії Латвії. Ви можете допомогти проєкту, виправивши або дописавши її. |